# Chionaema guttifera
Chionaema guttifera là một loài bướm đêm thuộc phân họ Arctiinae, họ Erebidae.